# Weiser (Film)
Weiser ist ein polnischer Spielfilm aus dem Jahre 2001. Es ist eine Romanverfilmung frei nach dem Roman Weiser Dawidek von Paweł Huelle.

## Handlung
Der Film spielt in Breslau. Im Sommer 1967 sind Paweł, Piotr, Szymek und Elka dicke Freunde. Sie sind alle 12 Jahre alt und verbringen einen Sommer gemeinsam. In diesem Sommer lernen sie den jüdischen Jungen Dawid Weiser kennen. Sie nennen ihn Dawidek. Der Außenseiter Dawid macht sich mit einer Entdeckung bei den Kindern beliebt. Aus einem alten Munitionslager schenkt er ihnen ein Gewehr. Jetzt beginnen die Kinder auf einem alten Friedhof Krieg zu spielen. Erschreckt werden sie dabei durch einen verrückten Mann. An einem Fluss planen die Kinder eine richtige Sprengung. Bei den Vorbereitungen verschwindet Dawid plötzlich spurlos und taucht nie wieder auf.
30 Jahre später kommt Paweł aus Deutschland wieder zurück nach Polen. Er wird von seiner deutschen Freundin Juliane begleitet. Paweł wird auch 30 Jahre nach dem Verschwinden von Dawid von dieser Geschichte verfolgt. Er begibt sich auf die Suche nach seinen alten Freunden. Doch das Geheimnis lässt sich nach einer solch langen Zeit nicht mehr rekonstruieren, wobei die alten Freunde auch nicht mehr daran erinnert werden möchten.

## Hintergrund
Paweł Huelles Roman Weiser Dawidek spielt in Danzig. Regisseur und Drehbuchautor Marczewski verlegte den Spielort nach Breslau.

## Kritiken
„Die Suche nach der Wahrheit ist in eine Krimistruktur verpackt, bei der die Rückblenden allmählich die Oberhand gewinnen. Schön fotografiert, inszenatorisch interessant, verzettelt sich der Film letztlich in zu vielen verschiedenen Geschichten.“

## Auszeichnungen
Der Film lief im Wettbewerb der Berlinale 2001, ging bei der Preisvergabe allerdings leer aus. Beim Polnischen Filmfestival Gdynia 2001 gewann der Film die Preis für den besten Schnitt und den besten Sound. Kameramann Krzysztof Ptak erhielt 2002 den Polnischen Filmpreis.